# Anostirus jarmilae
Anostirus jarmilae — вид жуков-щелкунов.

## Описание
Самец длиной 9,7—10,3 мм, шириной от 2,8 мм (голотип) до 3,0 мм (паратип). Голова, переднеспинка и щиток блестяще-чёрные. Усики мутно-чёрные. Лапки чёрные или тёмно-коричневые. Надкрылья оранжево-жёлтые (голотип) или красно-оранжевые (паратип). Опушение головы и переднеспинки чёрное (немного желтоватое или рыжеватое), длинными ворсинками. Глаза выпуклые.
Самка немного больше и шире самца; длиной от 10,5 до 11,5 мм, шириной 3,0—3,5 мм.